# 전라남도강진교육지원청
전라남도강진교육지원청(全羅南道康津敎育支援廳, Gangjin Office of Education)은 전라남도 강진군을 관할하는 전라남도교육청 산하의 교육지원청이다.
교육장은 장학관으로 보한다.

## 산하 기관

### 초등학교 (병설유치원 포함)
| - 강진동초등학교 - 강진중앙초등학교 - 계산초등학교 | - 군동초등학교 - 대구초등학교 - 도암초등학교 - 마량초등학교 | - 병영초등학교 - 성전초등학교 - 신전초등학교 | - 옴천초등학교 - 작천초등학교 - 칠량초등학교 |

### 중학교
| - 강진대구중학교 - 강진여자중학교(공립 여학교) - 강진작천중학교 | - 강진중학교(공립 남학교) - 강진칠량중학교 - 도암중학교 | - 병영중학교 - 성전중학교 - 청람중학교 |  |

### 고등학교 (남녀공학)
| - 강진고등학교 - 성전고등학교 - 전남생명과학고등학교 - 병영상업고등학교 |